# Bâtiment de la Frontière militaire à Krčedin
Le bâtiment de la Frontière militaire à Krčedin (en serbe cyrillique : Војнограничарска зграда у Крчедину ; en serbe latin : Vojnograničarska zgrada u Krčedinu) est situé à Krčedin, dans la province de Voïvodine, dans le district de Syrmie et dans la municipalité d'Inđija, en Serbie. Il est inscrit sur la liste des monuments culturels de grande importance de la république de Serbie (identifiant no SK 1140).

## Présentation
Le bâtiment a été construit dans les années 1860. À l'origine, il était conçu comme une maison pourvue d'un étage, vraisemblablement destinée à héberger des bureaux de la Frontière militaire, une zone tampon créée par les Habsbourg le long de ses frontières avec l'Empire ottoman. Mais, à cause de la guerre entre l'Autriche et l'Italie, le projet a été réduit à un seul étage. La Frontière militaire a été abolie en 1881 et l'on suppose que le bâtiment n'a jamais servi à des fins militaires ; il a abrité une école avec des logements pour les maîtres puis, un temps, un bureau de poste et a également servi d'entrepôt pour les céréales et les engrais.
La maison a été construite en matériaux solides enduits de plâtre ; elle est constituée d'un sous-sol, d'un haut rez-de-chaussée et d'un grenier. La façade principale dispose de cinq fenêtres encadrées de plâtre ; ce plâtre forme des pilastres, un petit socle et une corniche qui court sur les quatre façades. L'entrée de l'édifice se trouve sur la façade sur cour ; on y trouve aussi un accès au sous-sol.
Des travaux de restauration ont été réalisés sur le bâtiment en 1984.